# Каклылькикэ
Каклылькикэ (устар. Кай-Геный-Кикя) — река в России, протекает по территории Красноселькупского района Ямало-Ненецкого АО. Устье реки находится в 85 км по правому берегу реки Покалькы на высоте 62 метра над уровнем моря. Длина реки составляет 15 км.

## Данные водного реестра
По данным государственного водного реестра России относится к Нижнеобскому бассейновому округу, водохозяйственный участок реки — Таз. Речной бассейн реки — Таз.
Код объекта в государственном водном реестре — 15050000112115300064447.